# Makay Árpád
Makay Árpád (Maki) (Radnót, 1911. november 28. – Budapest, 2004. december 6.) filmoperatőr.

## Életpályája
1934-től hangfelvétel-technikusként kezdett dolgozni. Négy évig segédoperatőr volt. 1939-ben lett önálló operatőr. 1949-ben elhagyta Magyarországot, az USA-ban telepedett le. Az USA-ban rövid- és dokumentumfilmeket fényképezett és rendezett, illetve oktatott. 1981-ben saját film-videócéget alapított. 1990-ben visszajött Magyarországra. Az 1999-es Filmszemlén életműdíjat kapott.
1945-ig az egyik legtöbbet foglalkoztatott filmoperatőr volt, nevéhez fűződött a Halálos tavasz, Rózsafabot, Külvárosi őrszoba, Valamit visz a víz fényképezése. Sajátos beállításai önálló iskolát teremtettek. 1945 után még három nagy filmet fotografált.

## Családja
Szülei: dr. Makay Attila orvos (1885-1960) és Csobán Piroska voltak. 1938. szeptember 4-én házasságot kötött Bajnóczy Eszter tanárnővel. Két gyermekük született: Csilla (1940-) és Árpád Csaba (1941-).

## Filmjei
| - Háromszázezer pengő az utcán (1937) - Segítség, örököltem! (1937) - Fűszer és csemege (1939, Keresztessy Józseffel) | - Karosszék (1939) - Hat hét boldogság (1939) - Zúgnak a szirénák (1939, Bécsi Józseffel, Berendik Istvánnal és Horváth Józseffel) - Halálos tavasz (1939) - Garszonlakás kiadó (1939) - Gül Baba (1940) - Mária két éjszakája (1940) - Ismeretlen ellenfél (1940) - Mindenki mást szeret (1940) - Rózsafabot (1940) - Vissza az úton (1940) - Tokaji aszú (1940) - A szerelem nem szégyen (1940) - Elkésett levél (1940) - Gyurkovics fiúk (1940-1941) - Ma, tegnap, holnap (1941) - Magdolna (1941) - András (1941) - Bűnös vagyok (1941) - Ne kérdezd, ki voltam (1941) - Kölcsönkért férjek (1941) - Muzsikáló május (1941, Eiben Istvánnal) - Háry János (1941) - Haláltánc (1941) - Kádár kontra Kerekes (1941) - Egy asszony visszanéz (1941-1942) - Kadettszerelem (1942) - Negyedíziglen (1942) - Szerelmi láz (1942) - Külvárosi őrszoba (1942) - A hegyek lánya (1942, Berendik Istvánnal) - Egy szív megáll (1942) - Pista tekintetes úr (1942) - Fekete hajnal (1942) - Egy bolond százat csinál (1942) - Jómadár (1943) - Szerencsés flótás (1943) - Makrancos hölgy (1943) - Megálmodtalak (1943) - Kerek Ferkó (1943) - Valamit visz a víz (1943) - Ágrólszakadt úrilány (1943) - Fény és árnyék (1943, Eiben Istvánnal) - A Benedek-ház (1943) - Zörgetnek az ablakon (1943) - Egy fiúnak a fele (1943-1944) - A két Bajthay (1944, Berendik Istvánnal, Kárpáthy Zoltánnal és Zsabokorszky Jenővel) - Szerelmes szívek (1944, Berendik Istvánnal, Dulovits Jenővel és Fekete Ferenccel) - Gazdátlan asszony (1944) - A három galamb (1944) - Kétszer kettő (1944-1945, Vass Károllyal) - Csiki Borka tánca (1944) - Ének a búzamezőkről (1947) - Mezei próféta (1947) - Talpalatnyi föld (1948) - Ahogy én láttam (1975) |

## Díjai
- A Magyar Érdemrend tisztikeresztje (1993)
- A Magyar Filmszemle életműdíja (1999)